# Rodnikóvoie
Rodnikóvoie (en rus: Родниковое) és un poble del krai de Primórie, a l'Extrem Orient de Rússia, que en el cens del 2010 tenia 184 habitants.